# 마리오 마트
마리오 마트(독일어: Mario Matt, 1979년 4월 9일~)는 오스트리아의 은퇴한 알파인 스키 선수이다. 2014년 동계 올림픽 남자 회전 부문에서 금메달을 획득하였다.